# Kidd Mine
Die Kidd Mine oder auch Kidd Creek Mine ist ein Kupfer-Zink-Untertagebergwerk bei der Stadt Timmins, Ontario, Kanada. Sie gehört Glencore und wird von der Kidd Operations, einer deren Tochtergesellschaften, betrieben. Das Bergwerk gehörte vormals Xstrata Copper, Falconbridge, und Texas Gulf Sulphur. Das Erz der Kidd Mine wird im Kidd-Metallurgical-Site-Hüttenwerk, das sich 27 km südöstlich des Bergwerks befindet, zu Erzkonzentrat verarbeitet; bis 2010 war dies auch die Schmelzhütte des Bergwerks und produzierte dort veredeltes Metall. Nach der Schließung eines Großteils des Hüttenwerks wird das Konzentrat nach Quebec zur Weiterverarbeitung transportiert.
Die Mine ist mit maximal 3140 Metern Tiefe das tiefste Nichtedelmetall-Bergwerk der Welt. Diese enorme Teufe und ihre nördliche Lage führen dazu, dass der tiefste Punkt des Bergwerks 2733 Meter unter dem Meeresspiegel der am tiefsten gelegene zugängliche Punkt sowie der zugängliche Punkt mit der kürzesten Distanz zum Erdmittelpunkt ist.

## Geschichte
Die Kupfer-Zink-Silber-Lagerstätte der Kidd Mine wurde 1964 von der Texas Gulf Sulphur Corporation entdeckt. Während der ersten Phase der Exploration des Standorts, auch bekannt als Kidd-55, waren Angestellte der Gesellschaft im Insiderhandel mit Anteilen der Texas Gulf Corp. beteiligt. Das folgende Gerichtsverfahren, verfolgt von der Securities and Exchange Commission, führte zu einer grundlegenden Entscheidung, dass alle Marktteilnehmer das Recht zur „gleichen Einsicht in die grundlegenden Informationen“ über das Projekt bekommen.
Das Bergwerk nahm 1966 die Produktion als Tagebau auf und wurde später als Untertagebergwerk weitergeführt. Neben den Hauptprodukten von Kupfer- und Zinkerz fallen weitere Metalle wie Silber und Blei als Nebenprodukte an.
Die Kidd Creek Mine gilt als Typlokalität für das 1984 durch D.C. Harris, A.C. Roberts, R.I. Thorp, A.J. Criddle und C.S. Stanley erstmals dort entdeckte und beschriebene Mineral Kiddcreekit.

## Geologie

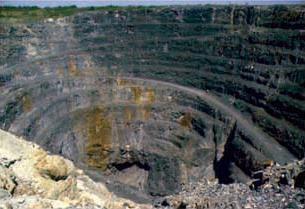
Tagebau der Kidd Mine

Die Kidd-Mine-Lagerstätte ist eine der größten Vulkanogene-Massivsulfid-Lagerstätten und eine der größten Buntmetall-Lagerstätten der Welt. Sie liegt innerhalb des archaischen Abitibi-Grünsteingürtels des Kanadischen Schildes. Die Erze der Lagerstätte wurde vor ca. 2,7 Milliarden Jahren am Boden eines Ozeans gebildet. Im Laufe begleitender wissenschaftlicher Arbeiten beim Ausbau der Mine ab dem Jahre 2013 wurden die bisher ältesten fossilen Wasservorkommen der Erde gefunden; das Alter des in Gesteinshohlräumen eingeschlossenen Wassers wurde auf bis zu 2 Milliarden Jahre datiert.

## Derzeitige Situation
Die Kidd Mine und der Met-Site-Komplex beschäftigen ungefähr 850 Angestellte und Subunternehmer. Im Jahre 2008 begann die Betreibergesellschaft mit Hilfe eines 120-Millionen-Dollar-Investments den Ausbau des Bergwerks und die Vertiefung der Produktionssektionen bis auf 2920 Meter. Dieses Investment erhöht das Potential der Kidd Mine um 3,4 Millionen Tonnen an Erz. Der Ausbau beinhaltet drei neue Produktionsebenen und eine Vertiefung der Förderrampe von der 9100-Ebene (etwa in 2700 m Tiefe) auf die 9600-Ebene (etwa in 2900 m Tiefe), wo sich die Ladebucht befindet. Des Weiteren wurden die Ventilations- und Bergversatz-Systeme bis zu den neuen Sektionen ausgebaut. Dadurch wurde die Produktionsphase bis 2021 verlängert.